# La dulce tía
La dulce tía es una película venezolana de comedia lanzada directo a televisión. Dirigida por Reynaldo Lancaster y Alejandra Solett, escrita por Francisco Martínez y protagonizada por Gustavo Rodríguez, Marisela Buitrago, Daniel Alvarado y Carolina Muzziotti.

## Elenco
- Gustavo Rodríguez[2]
- Marisela Buitrago
- Daniel Alvarado
- Carolina Muzziotti
- Henry Galue
- Carolina Cristancho
- Yolanda Méndez
- Raúl Xiques
- Leonardo Villalobos